# Ogú y Mampato en Rapa Nui
Ogú y Mampato en Rapa Nui es una película animada de ciencia ficción desarrollada por la productora Cineanimadores e inspirada en el séptimo libro de la historieta Mampato, «Mata-ki-te-rangui».
Si bien el primer filme animado hecho en Chile es 15 mil dibujos (1942), Ogú y Mampato en Rapa Nui es considerado el primer filme de animación «moderno» realizado en Chile. Se eligió esta aventura, en vez de la primera, por tratarse de una ambientación exótica, más identificable para el público no chileno. La película, de amplia taquilla nacional, ha sido distribuida en otros países hispanoamericanos por Buena Vista de Disney.
El filme animado fue bien recibido por el público y la crítica, y obtuvo reconocimientos en Chile y en el extranjero. Ganó el premio del jurado del Festival de Cine AJIJIC en México, el premio a la mejor película de animación del Festival de Cine Infantil de Cartagena en Colombia y el primer premio en el Festival de Cine para la Infancia de Buenos Aires en Argentina.
La cinta animada fue elegida para representar a Chile en la categoría de mejor película extranjera de los premios Óscar.

## Argumento
Entusiasmado por las historias que le cuenta su padre sobre Isla de Pascua, Mampato decide visitar este lugar y conocer más acerca de sus misterios. Con su cinto espacio temporal, viaja a la prehistoria en busca de su amigo y compañero Ogú, un simpático hombre de las cavernas.
Juntos viajan a través del tiempo y el espacio a la mítica isla de Rapa Nui, donde conocen a una pequeña lugareña llamada Marama, la que será su anfitriona, guía y compañera en esta aventura. 
Involuntariamente, los protagonistas se internan en los conflictos y rivalidades de sus habitantes, donde los ariki (Orejas Largas) mantienen sometidos a los Orejas Cortas, de los que Marama es parte.
En la aventura, gozan de la hospitalidad de los isleños “Orejas Cortas”, pero también son perseguidos por los “Orejas Largas” y sus protegidos, que han mantenido subyugados a los pascuenses por años, dominándolos y explotándolos
Ellos Deben ocultarse de sus secuaces y finalmente participan en una rebelión en su contra, que culmina gracias a la astucia de Mampato con la posesión de la isla y la recuperación de los derechos de los pascuenses. 
Así nuestros amigos develan algunos misterios de Rapa Nui y después de días de aventura, regresan a sus hogares; Ogú a la prehistoria y Mampato vuelve a nuestro tiempo donde solo han pasado unos minutos desde que se encerrara en su pieza.

## Reparto
- Marina Huerta: Mampato
- Maynardo Zavala: Ogú
- Alondra Hidalgo: Marama
- Octavio Rojas: Toki
- Benjamín Rivera: Juke
- Miguel Ángel Ghigliazza: Gran Ariki
- Mario Castañeda: Padre de Mampato